# Ryuzo and the Seven Henchmen
Ryūzō and The Seven Henchmen (龍三と七人の子分たち, Ryūzō to Shichinin no Kobuntachi), també coneguda com a Ryūzō 7, és una pel·lícula japonesa del 2015 dirigida,  escrita, muntada i interpretada per Takeshi Kitano. La pel·lícula va estrenar-ser el 25 d'abril del 2015.

## Repartirment
- Tatsuya Fuji: Ryūzō
- Masaomi Kondō: Masa
- Akira Nakao: Mokichi
- Tōru Shinagawa: Mac
- Ben Hiura: Ichizō
- Kōjun Itō: Hide
- Ken Yoshizawa: Taka
- Akira Onodera: Yasu
- Masanobu Katsumura: Ryuhei
- Hisako Manda: Hostessa
- Beat Takeshi: Murakami

## Recepció
La pel·lícula va guanyar 184.660.000 de ¥ en el seu primer cap de setmana al Japó. El 17 de maig, la pel·lícula havia recaptat més de 10 milions de $ americans.